# Bellcaire d'Empordà
Bellcaire d'Empordà és un municipi de la comarca del Baix Empordà. Bellcaire d'Empordà és citat en un document de l'any 881 amb el nom de: Bedenga. Més tard va pertànyer al comtat d'Empúries i fou residència habitual dels comtes des de finals del segle xiii i principis del xiv. Forma part del Parc Natural del Montgrí, les Illes Medes i el Baix Ter.

## Geografia
- Llista de topònims de Bellcaire d'Empordà (Orografia: muntanyes, serres, collades, indrets..; hidrografia: rius, fonts...; edificis: cases, masies, esglésies, etc).

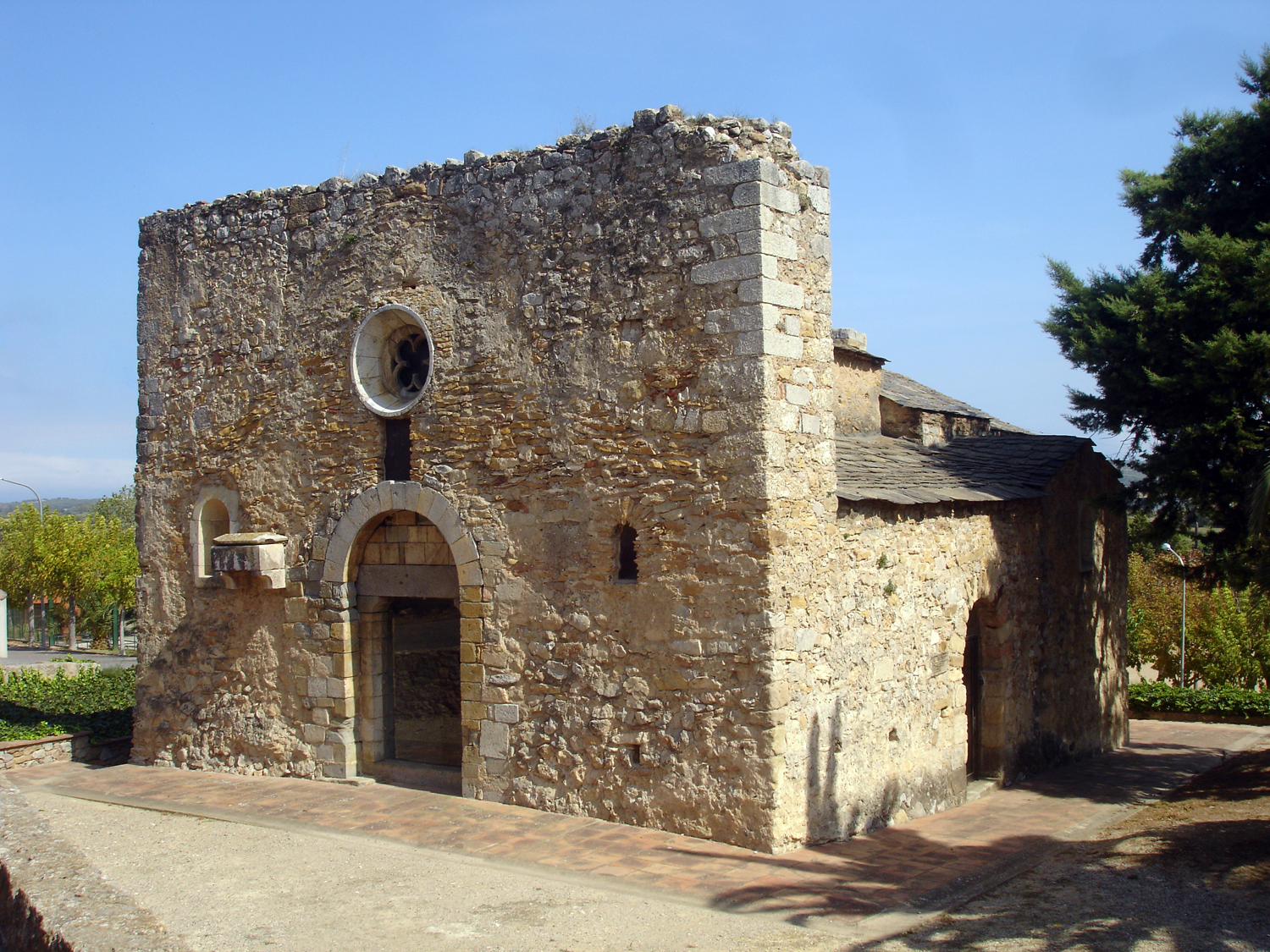
Església de Sant Joan

De la mateixa manera que la majoria dels pobles de la plana empordanesa, Bellcaire està enfilat a dalt d'un petit turó des del qual es domina la plana, que, en direcció nord, havia estat ocupada per l'estany de Bellcaire. Aquest estany, com molts altres de la zona, va ser dessecat a mitjan segle xviii a fi d'aprofitar les terres per al conreu.
El poble és travessat pel rec del Molí que avui dia s'aprofita per regar però que, antigament, servia per proporcionar energia hidràulica als diversos molins de la zona i, en particular, al de Bellcaire.
| Albons               |      | L'Escala             |
| La Tallada d'Empordà |      | Torroella de Montgrí |
|                      | Ullà |                      |

## Llocs i activitats d'interès
- Castell dels Comtes d'Empúries, fortalesa situada en la part alta del poble, avui en dia és utilitzat per l'Ajuntament i l'església parroquial.
- Església de Sant Joan de Bellcaire, temple romànic del segle xi i amb elements posteriors dels segles xii i xiii.
- Bandera de Catalunya és una actuació que es fa anualment a Bellcaire de l'Empordà, on actors i actrius d'arreu de Catalunya representen la història de la senyera i de Catalunya durant els segles XII-XIV.

## Demografia
| 1497 | 1515 | 1553 | 1787 | 1887 | 1900 | 1920 | 1950 | 1970 | 2010 | 2024 |
| 36   | 33   | 33   | 261  | 484  | 431  | 492  | 531  | 603  | 673  | 737  |

## Personatges destacats
- Montserrat Darnaculleta i Poch (1930-2023) historiadora i mestra[2]
- Josep Torrent i Alabau (1956) policia i escriptor
- Francesc Vilanova i Bayó, conegut popularment com a Tito Vilanova (1968-2014): jugador i entrenador de futbol del FC Barcelona.